# Koo Kyo-hwan
Koo Kyo-hwan (* 14. Dezember 1982 in Seoul) ist ein südkoreanischer Schauspieler, Filmregisseur und Drehbuchautor.

## Leben
Koo Kyo-hwan studierte Filmschaffen am Seoul Institute of the Arts (서울예술대학교 Seoul Yeseul Daehakgyo). Er begann seine Karriere auf der Theaterbühne und mit Independent- und Kurzfilmen. Anfangs hatte er kleine, statistenartige Rollen in zwei Spielfilmen, doch größere Rollen hatte er in Independentfilmen. Gleichzeitig drehte er selbst Kurzfilme. 2018 hatte er seinen Durchbruch mit den beiden Independentfilmen Jane und Maggie. In Jane spielt Koo eine offenherzige Transfrau und erhielt dafür den Baeksang Award in der Kategorie bester neuer Schauspieler. Für Maggie schrieb er gemeinsam mit der Regisseurin Yi Ok-seop das Drehbuch, war auch für den Schnitt mitverantwortlich und produzierte den Film. In dem Film selbst spielt er die männliche Hauptrolle. Mit Yi betreibt Koo gemeinsam einen Youtube-Kanal.
Daraufhin wurde er von Yeon Sang-ho für seinen Film Peninsula engagiert, den Nachfolger von Train to Busan, in dem die Koreanische Halbinsel von der Zombieapokalypse heimgesucht wird. Es war seine erste große Rolle in einem Blockbuster.
2021 war er in Escape from Mogadishu zu sehen, dem vielfach ausgezeichneten und wohl wichtigsten koreanischen Film des Jahres und offizielle Einreichung Südkoreas für die Kategorie „Bester internationaler Spielfilm“ bei der 94. Verleihung der Academy Awards im Jahr 2022. Der Film basiert auf wahren Ereignissen beim Ausbruch des Somalischen Bürgerkriegs 1991, als süd- und nordkoreanische Diplomaten gemeinsam versuchten, aus der Stadt zu flüchten. Im selben Jahr spielte Koo auch die Rolle des mandschurischen (Jurchen) Militärführers Ai Da Gan in der Sonderfolge Ashin of the North der Netflix-Serie Kingdom. Kurze Zeit später erschien auf Netflix die Militärserie und Webtoonverfilmung D.P., in der Koo an der Seite von Jung Hae-in die Hauptrolle spielt.

## Filmografie

### Schauspielrollen

#### Filme
- 2009: Verschollen in der City (김씨 표류기)
- 2012: A Werewolf Boy (늑대소년 Neukdae Sonyeo)
- 2014: Romance in Seoul (서울연애 Seoul Yeonae)
- 2015: Now Playing (오늘영화 Oneul Yeonghwa)
- 2016: Beaten Black and Blue
- 2017: Jane (꿈의 제인 Kkum-ui Jane)
- 2018: Maggie (메기)
- 2020: Peninsula (반도 Bando)
- 2021: Escape from Mogadishu (모가디슈 Mogadishu)
- 2023: Kill Boksoon

#### Fernsehserien
- 2016: Dance From Afar
- 2021: Kingdom: Ashin of the North
- 2021: D.P.

### Regie
- 2011: Turtles
- 2013: Where is My DVD?
- 2013: Welcome to My Home
- 2014: Love Docu
- 2015: After School
- 2015: Fly to the Sky
- 2015: Now Playing
- 2017: Girls on Top